# Campeonato de España de Rallyes para Vehículos Históricos
El Campeonato de España de Rallyes para Vehículos Históricos, (oficialmente Campeonato de España de Rallyes de velocidad y regularidad para vehículos históricos) es un campeonato de rallies históricos de ámbito nacional que se disputa en España desde 2007 en pruebas sobre asfalto para vehículos históricos. Es organizado por la Real Federación Española de Automovilismo y se celebra tanto en la modalidad de velocidad como de regularidad.
Aunque oficialmente el campeonato se creó en 2008, en 2007 ya existía dentro del campeonato sobre asfalto una categoría para vehículos históricos y se organizó una copa llamada Trofeo de España de Rallyes de regularidad.

## Pruebas

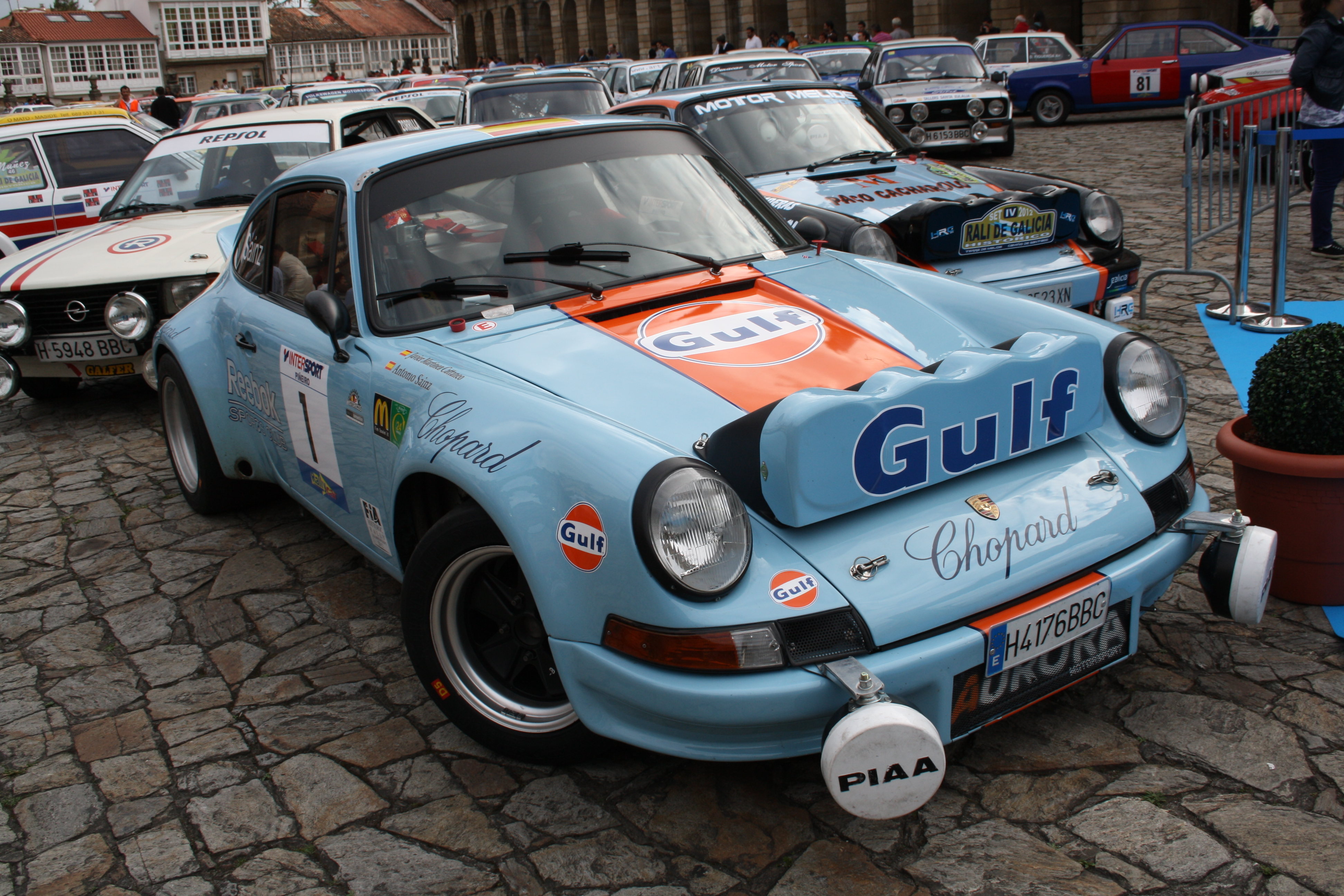
El Porsche 911 es uno de los vehículos habituales de la categoría. en la imagen el de Antonio Sainz, piloto campeón en 2010.

Un total de trece pruebas han sido válidas para el campeonato, todas ellas válidas para ambos certámenes (velocidad y regularidad). Algunas de estas pruebas fueron con anterioridad válidas para el campeonato de España de Rally de Asfalto, pero tras perder la puntuabilidad se reconvirtieron en pruebas históricas, caso del Rally Costa Brava o el Rally de Avilés. Dos rallies además, son pruebas puntuables también para el Campeonato de Europa de Rally Históricos: el Rally Costa Brava y el Rally de España. En 2014 también será válido el Rally de Asturias (Villa de Pravia). El campeonato ha constado generalmente de siete pruebas, aunque en 2014 la cifra aumentó hasta las nueve.
- Rally Costa Brava - Puntuable además para el campeonato de Europa.
- Rally Gibralfaro
- Rally de Asturias Histórico - Puntuable además para el campeonato de Europa.
- Rally de Avilés
- Rally Extremadura Histórico
- Rally Rías Altas Histórico
- Rally de España Histórico
- Gran Canaria Historic Rally
- Rally de Galicia Histórico
- Rally Rutas Cántabras

## Palmarés

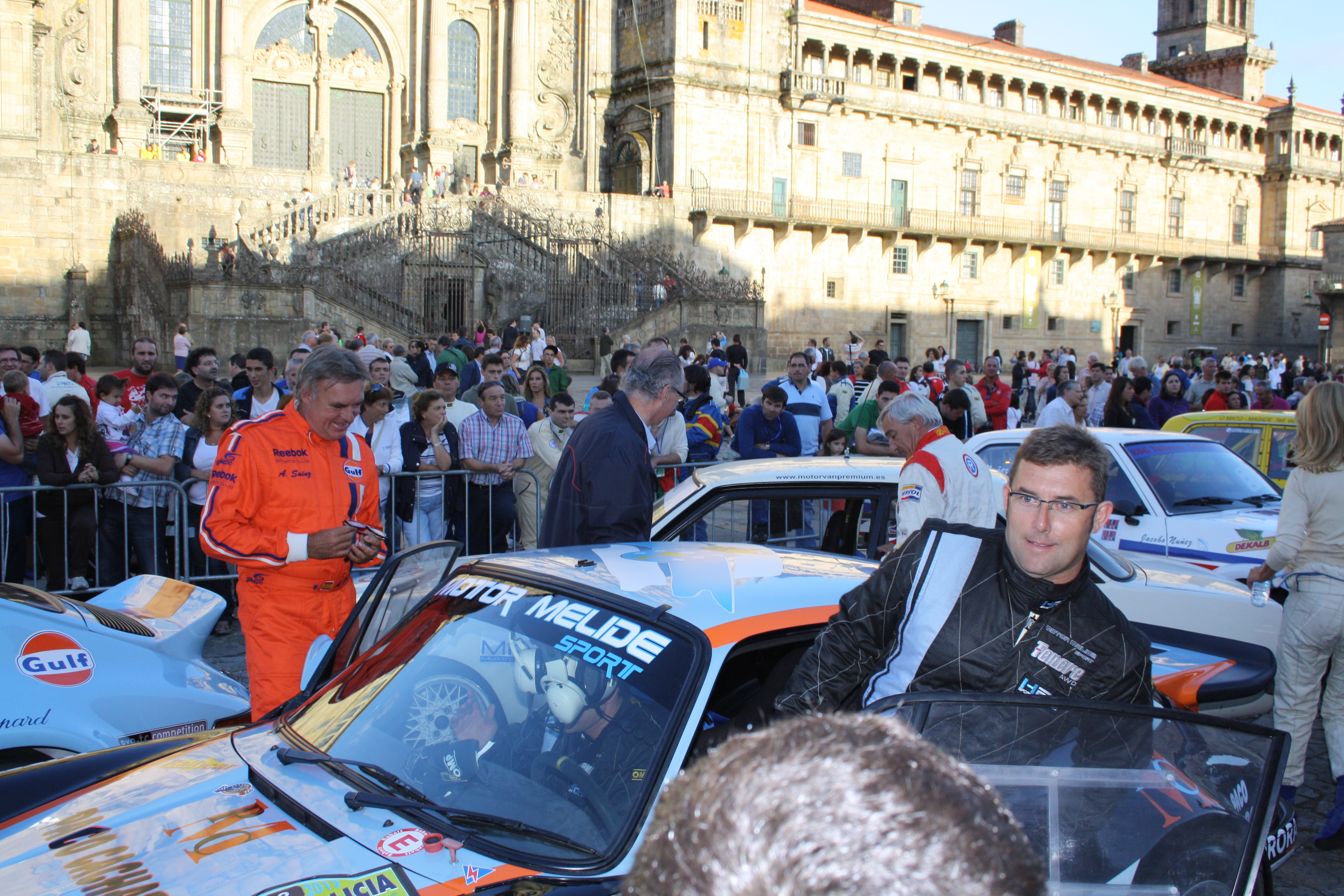
Antonio Sainz (izquierda) en 2010 y Jesús Ferreiro (derecha) en 2012 ganaron el campeonato en la modalidad de velocidad.

| Año                                                     | Piloto                                         | Copiloto                                       | Automóvil                                             | Categoría                                      |
| Copa de España de Vehículos Históricos 65 y 71          | Copa de España de Vehículos Históricos 65 y 71 | Copa de España de Vehículos Históricos 65 y 71 | Copa de España de Vehículos Históricos 65 y 71        | Copa de España de Vehículos Históricos 65 y 71 |
| ------------------------------------------------------- | ---------------------------------------------- | ---------------------------------------------- | ----------------------------------------------------- | ---------------------------------------------- |
| 1992                                                    | Luis Olive                                     |                                                |                                                       | Clásicos 65                                    |
| 1992                                                    | Vicente Saez                                   |                                                |                                                       | Clásicos 71                                    |
| 1993                                                    | Simón Watson                                   |                                                |                                                       |                                                |
| Copa de España de Vehículos Históricos                  |                                                |                                                |                                                       |                                                |
| 1994                                                    | Vicente Saez Merino                            |                                                |                                                       |                                                |
| 1995                                                    | Jorge Serra                                    |                                                |                                                       |                                                |
|                                                         |                                                |                                                |                                                       |                                                |
| 2007                                                    | Jesús Ferreiro                                 | Bandera de ?                                   |                                                       | Vehículos Históricos                           |
| 2008                                                    | Fernando Dameto                                | Bandera de ?                                   |                                                       | Vehículos Históricos                           |
| 2009                                                    | Germán Gómez Fortes                            | Bandera de ?                                   |                                                       | Vehículos Históricos                           |
| 2010                                                    | Antonio Sainz                                  | Javier Martínez-Cattaneo                       |                                                       | Copa Históricos                                |
| Trofeo de España de Rallyes de Regularidad              |                                                |                                                |                                                       |                                                |
| 2007                                                    | José Pérez-Ullivarri                           | Diego González                                 |                                                       | Trofeo Históricos                              |
| 2008                                                    | Castor Ortega Ferrero                          | Mª Carmen Díaz                                 |                                                       | Trofeo Históricos                              |
| 2009                                                    | Castor Ortega Ferrero                          | Mª Carmen Díaz                                 |                                                       | Trofeo Históricos                              |
| 2010                                                    | Josep Gui Vicens                               | Xavi Gui García                                |                                                       | Trofeo Regularidad                             |
| Copa de España de Rallyes de Regularidad                |                                                |                                                |                                                       |                                                |
| 2011                                                    | José Antonio Zorrilla                          | Susana Vidal Carmona                           |                                                       | Históricos                                     |
| 2011                                                    | Giovanni Breda                                 | Javier Alaña Aguinaco                          |                                                       | Regularidad                                    |
| Campeonato de España de Rallyes de Vehículos Históricos |                                                |                                                |                                                       |                                                |
| 2012                                                    | Jesús Ferreiro                                 | Javier Anido                                   | Porsche Carrera RS                                    | Velocidad                                      |
| 2012                                                    | Jorge Gorroño                                  | Mikel Oleaga                                   | Ford Escort RS MK II                                  | Regularidad                                    |
| 2013                                                    | Ángel Julio Borja Saura                        | José Luis Barcia Pino                          |                                                       | Velocidad                                      |
| 2013                                                    | José R. Campos Mulero                          | Raúl Gutiérrez Martín                          | Porsche 911                                           | Regularidad                                    |
| 2014                                                    | Jesús Ferreiro                                 | Javier Anido                                   | Porsche Carrera RS                                    | Velocidad                                      |
| 2014                                                    | José R. Campos Mulero                          | Raúl Gutiérrez Martín                          | Porsche 911                                           | Regularidad Sport                              |
| 2014                                                    | Marcial Rodríguez                              | Eduardo Ansótegui                              | VW Golf GTI MK1                                       | Regularidad                                    |
| 2015                                                    | Francisco Javier Esquer de Oñate               | Jose A. Fernández Álvarez                      |                                                       | Categoría 1                                    |
| 2015                                                    | César Antón del Campo                          | Javier Martínez Pérez                          |                                                       | Categoría 2                                    |
| 2015                                                    | Joaquim Domenech Albos                         | Rodrigo Sanjuan de Eusebio                     |                                                       | Categoría 3                                    |
| 2015                                                    | Daniel Alonso                                  | Salvador Belzunces                             | Ford Sierra RS Cosworth                               | Categoría 4                                    |
| 2015                                                    | José María García Soler                        | Sergio Diaz Seller                             |                                                       | Categoría 5                                    |
| 2015                                                    | José R. Campos Mulero                          | Raúl Gutiérrez Martín                          | Porsche 911                                           | Regularidad Sport                              |
| 2015                                                    | Idelfonso García López                         | José Manuel Villamayor Díaz                    | Porsche 911                                           | Regularidad                                    |
| 2016                                                    | Antonio Sainz                                  | Javier Martínez Cattaneo                       |                                                       | Pre 81                                         |
| 2016                                                    | Daniel Alonso                                  | Salvador Belzunces                             |                                                       | Pre 90                                         |
| 2016                                                    | Germán Gómez Fortes                            | Ablerto Sobrino Saiz                           | Ford Sierra RS Cosworth                               | Categoría 5                                    |
| 2016                                                    | Javier Fernández Barros                        | Xavier Gui                                     |                                                       | Regularidad Sport Pre 81                       |
| 2016                                                    | José Ramón Campos Mulero                       | Raul Gutiérrez Martínez                        |                                                       | Regularidad Sport Pre 90                       |
| 2016                                                    | Josep Mª Molas Rifa                            | Laura Pedrosa                                  | Renault Alpine A110                                   | Regularidad 50 km/h                            |
| 2017                                                    | Antonio Sainz                                  | Javier Martínez-Cattaneo                       | Porsche 911 Carrera RS 3.0 Ford Sierra RS Coswoth 4x4 | Pre 81                                         |
| 2017                                                    | Cele Foncueva                                  | David de la Puente                             | Ford Sierra RS Cosworth 4x4                           | Pre 90                                         |
| 2017                                                    | José María García Soler                        | Cristian García Soler                          | Ford Fiesta XR2 Mk2                                   | Categoría 5                                    |
| 2017                                                    | Francisco Javier Esquer de Oñate               | José Antonio Fernández Álvarez                 | Ford Escort RS Cosworth                               | Youngtimer Históricos                          |
| 2017                                                    | José Ramón Campos Mulero                       | Raúl Gutiérrez Martínez                        |                                                       | Regularidad Sport                              |
| 2017                                                    | Josep Mª Molas Rifa                            | Eduardo Ansotegui                              |                                                       | Regularidad                                    |
| 2018                                                    | Francisco López Rivas                          | José Miguel Fernández                          | Ford Escort RS 2000 MKI                               | Pre 81                                         |
| 2018                                                    | Serge Cazaux                                   | Javier Martínez Cattaneo                       | Ford Sierra RS Cosworth 4x4                           | Pre 90                                         |
| 2018                                                    | Javier López Ruiz                              | Adriana Gómez                                  | Ford Escort RS 1800 MKII                              | Categoría 5                                    |
| 2018                                                    | Francisco Martínez                             | José Manuel Villamayor                         |                                                       | Regularidad                                    |
| 2018                                                    | Gorka Gorroño                                  | Mikel Oleaga                                   |                                                       | Regularidad Sport                              |
| 2018                                                    | Jacobo García                                  | Bartomeu Fluxa                                 | Skoda Octavia WRC SEAT Ibiza Kit Car                  | Vehi. youngtimers                              |
| 2018                                                    | Francisco Esquer                               | José Antonio Fernández                         | SEAT Panda 45                                         | Fab. Nacional                                  |
| 2019                                                    | Francisco López Rivas                          | Miguel Peña Vázquez                            | Ford Escort RS 2000 MKI                               | Pre 81                                         |
| 2019                                                    | Antonio Sainz                                  | Javier Martínez Cattaneo                       | Subaru Legacy 4WD Turbo                               | Pre 90                                         |
| 2019                                                    | Aldo de Alberto                                | Eva Suárez Pérez                               |                                                       | Cat. 5                                         |
| 2019                                                    | Francisco Javier Esquer                        | José Antonio Fernández                         |                                                       | Fab. Nacional                                  |
| 2019                                                    | Francisco Martínez                             | José Manuel Villamayor                         |                                                       | Regularidad                                    |
| 2019                                                    | Jorge Gorroño                                  | Mikel Oleaga                                   |                                                       | Regularidad Sport                              |